# Белецьке-Млини
Белецьке-Млини (пол. Bieleckie Młyny) — село в Польщі, у гміні Моравиця Келецького повіту Свентокшиського воєводства.
Населення — 189 осіб (2011).
У 1975-1998 роках село належало до Келецького воєводства.

## Демографія
Демографічна структура на день 31 березня 2011 року:
|          | Загалом | Допрацездатний вік | Працездатний вік | Постпрацездатний вік |
| -------- | ------- | ------------------ | ---------------- | -------------------- |
| Чоловіки | 95      | 23                 | 68               | 4                    |
| Жінки    | 94      | 21                 | 65               | 8                    |
| Разом    | 189     | 44                 | 133              | 12                   |